# Châtillon-en-Vendelais
Pour les articles homonymes, voir Châtillon.
Châtillon-en-Vendelais, est une commune française située dans le département d'Ille-et-Vilaine en région Bretagne, peuplée de 1 738 habitants (les Châtillonnais).

## Géographie

### Hydrographie
Pour un article plus général, voir Réseau hydrographique d'Ille-et-Vilaine.
La commune est située dans le bassin Loire-Bretagne. Elle est drainée par la Cantache, la Pérouse, le ruisseau des Hurlières et le ruisseau du Pâtis de la coutancière, et un autre petit cours d'eau,.
La Cantache, d'une longueur de 36 km, prend sa source dans la commune de Saint-Pierre-des-Landes et se jette  dans la Vilaine à Saint-Aubin-des-Landes, après avoir traversé 13 communes. 
La Pérouse, d'une longueur de 15 km, prend sa source dans la commune  et se jette  dans la Cantache à Montreuil-sous-Pérouse, après avoir traversé quatre communes. 
Un plan d'eau complète le réseau hydrographique : l'étang de Châtillon (87,24 ha),.

### Climat
Pour des articles plus généraux, voir Climat de la Bretagne et Climat d'Ille-et-Vilaine.
En 2010, le climat de la commune est de type climat océanique franc, selon une étude du CNRS s'appuyant sur une série de données couvrant la période 1971-2000. En 2020, Météo-France publie une typologie des climats de la France métropolitaine dans laquelle la commune est exposée à un climat océanique et est dans la région climatique  Bretagne orientale et méridionale, Pays nantais, Vendée, caractérisée par une faible pluviométrie en été et une bonne insolation. Parallèlement l'observatoire de l'environnement en Bretagne publie en 2020 un zonage climatique de la région Bretagne, s'appuyant sur des données de Météo-France de 2009. La commune est, selon ce zonage, dans la zone « Sud Est », avec des étés relativement chauds et ensoleillés.  
Pour la période 1971-2000, la température annuelle moyenne est de 10,9 °C, avec une amplitude thermique annuelle de 13,4 °C. Le cumul annuel moyen de précipitations est de 872 mm, avec 13,6 jours de précipitations en janvier et 8 jours en juillet. Pour la période 1991-2020, la température moyenne annuelle observée sur la station météorologique la plus proche, située sur la commune de Fougères à 14 km à vol d'oiseau, est de 11,9 °C et le cumul annuel moyen de précipitations est de 939,1 mm,. Pour l'avenir, les paramètres climatiques de la commune estimés pour 2050 selon différents scénarios d'émission de gaz à effet de serre sont consultables sur un site dédié publié par Météo-France en novembre 2022.

## Urbanisme

### Typologie
Au 1er janvier 2024, Châtillon-en-Vendelais est catégorisée commune rurale à habitat dispersé, selon la nouvelle grille communale de densité à sept niveaux définie par l'Insee en 2022.
Elle est située hors unité urbaine. Par ailleurs la commune fait partie de l'aire d'attraction de Vitré, dont elle est une commune de la couronne,. Cette aire, qui regroupe 30 communes, est catégorisée dans les aires de 50 000 à moins de 200 000 habitants,.

### Occupation des sols
L'occupation des sols de la commune, telle qu'elle ressort de la base de données européenne d'occupation biophysique des sols Corine Land Cover (CLC), est marquée par l'importance des territoires agricoles (94,7 % en 2018), une proportion sensiblement équivalente à celle de 1990 (95 %). La répartition détaillée en 2018 est la suivante : 
zones agricoles hétérogènes (33,9 %), prairies (30,6 %), terres arables (30,2 %), eaux continentales (2,5 %), zones urbanisées (2,1 %), forêts (0,7 %). L'évolution de l'occupation des sols de la commune et de ses infrastructures peut être observée sur les différentes représentations cartographiques du territoire : la carte de Cassini (XVIIIe siècle), la carte d'état-major (1820-1866) et les cartes ou photos aériennes de l'IGN pour la période actuelle (1950 à aujourd'hui).

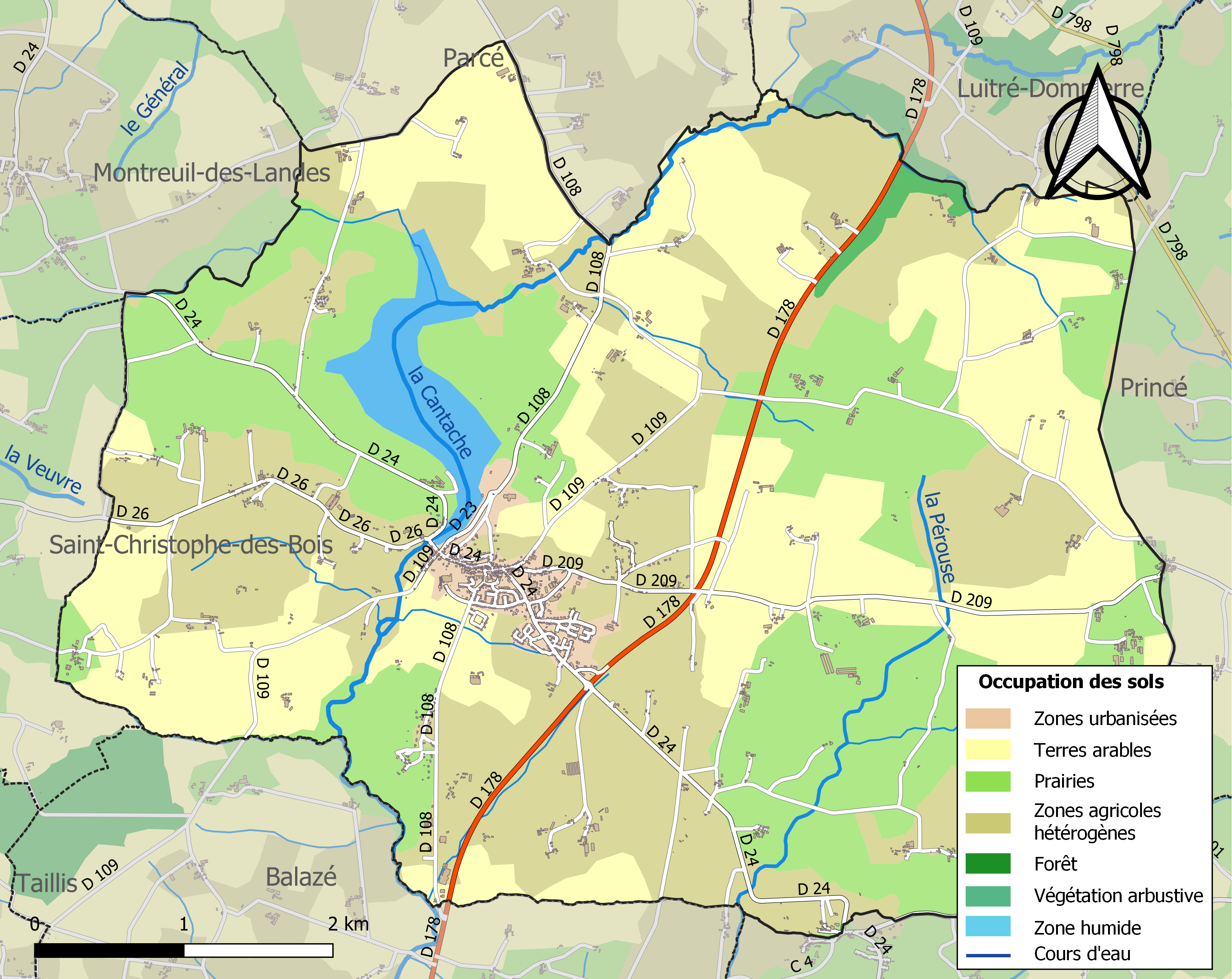
Carte des infrastructures et de l'occupation des sols de la commune en 2018 (CLC).

## Toponymie

### Attestations anciennes[19],[20]
Plebs Castellon (1055)
Parrochia Castellarii (1222)
Chasteion (1165)

#### Étymologie
Diminutif de castellum, le toponyme Châtillon désigne une petite forteresse.
Le Vendelais correspond à l'antique pagus Vindellensis, ou pays de Vendel.

## Histoire

### Le prieuré de Saint-Florent
Au milieu du XIe siècle, des chevaliers firent don de leurs biens à un certain Albaud prêtre devenu moine de l'abbaye Saint-Florent de Saumur. Ce dernier y fonda un prieuré avec les biens qu'il possédait complétés par d'autres biens donnés par les chevaliers cités précédemment. Il semble que ce prieuré ait été supprimé par la suite et avant la Révolution mais l'abbé a conservé la présentation à la cure de la paroisse.

### Moyen Âge
Un château fortifié y fut construit en 1040 et pris le nom de Plessis-Innoguen. Il fut donné au deuxième seigneur de Vitré, Tristan qui épousa Innoguen, la sœur de Main, seigneur de Fougères.
En 1270, la seigneurie de Châtillon appartenait à Guy VIII de Laval, sire de Laval, Vitré et Châtillon. En 1430, Michel de Malnoë était capitaine du château de Châtillon. Ce château supporta plusieurs sièges : en 1488, Louis II de la Trémoïlle y passa avec son armée.
En 1500, de nombreux manoirs existaient dans la paroisse : Bois-Morin, Daudrie et l'Ecoublère appartenaient au comte de Laval ; Bredotière, à Anne Houdry ; la Mazure, à Guillaume de Gesnes ; Haute et Basse Rouxière, à André Hardy ; Blairons, à Michel Le Bouteiller ; le Bois-Teuilleul.

### Temps modernes

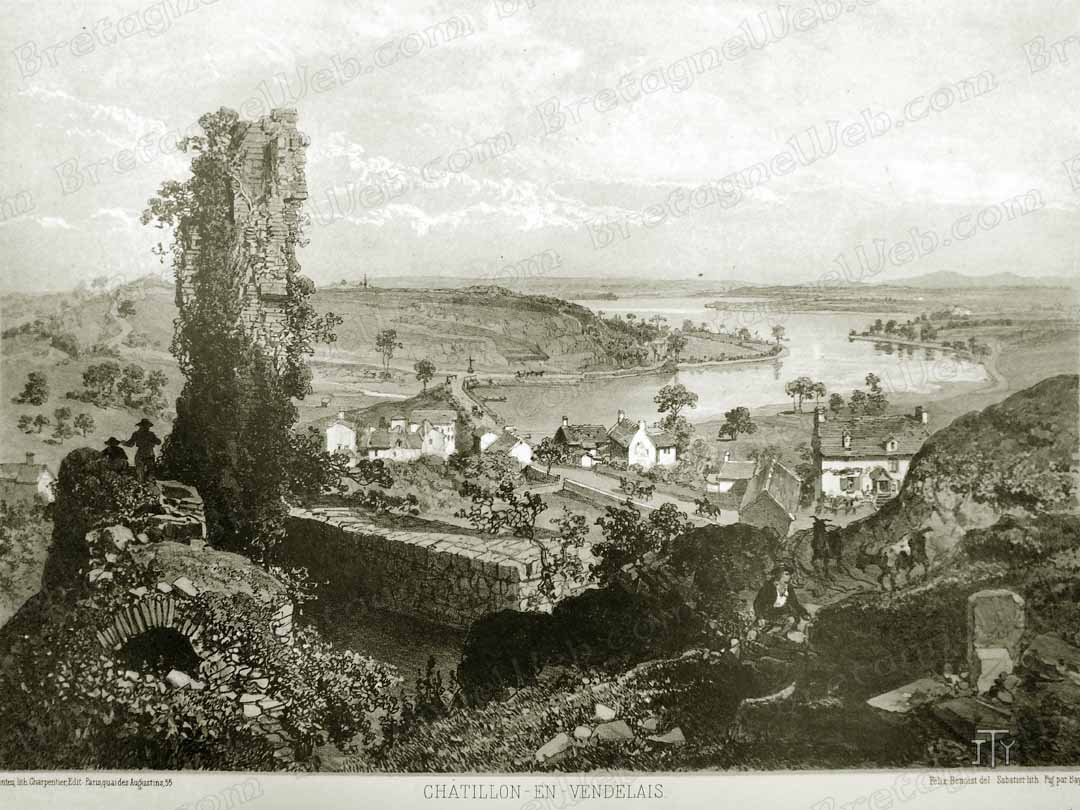
Ruine du Château

En 1591, pendant les Guerres de la Ligue, « Champeaux, Châtillon, Izé, Étrelles, La Guerche, Domagné, Châteaugiron furent dévastés par les marches et collision [combats] des deux partis » et le château fut pris par les troupes du duc de Mercœur.
Thomas II de Guémadeuc, gouverneur de Fougères, fut craint pour son despotisme : il fit par exemple assassiner à Châtillon-en-Vendelais un jeune homme qui avait protesté contre le refus du gouverneur de donner une sépulture chrétienne à sa mère qui était protestante et dont le corps avait été jeté dans l'étang de Châtillon-en-Vendelais.
En 1593, les États de Bretagne refusèrent de participer à l'entretien de la garnison et demandèrent la démolition de cette forteresse. Richelieu leur donna satisfaction et la fit abattre en 1623. Les États de Bretagne accordèrent le 6 décembre 1623 30 000 livres à M. le duc de la Trémouille [Trémoille] pour le dédommager de la démolition de son château.
L'emplacement du château fut affecté par les barons de Vitré aux chevaliers seigneurs de Clayes.
Une épidémie de dysenterie fit des ravages en 1756 : « les paroisses les plus affligées sont celles de Balazé, Châtillon-en-Vendelais, Étrelles, Erbrée, Teillé [en fait Taillis), Saint-Christophe-des-Bois, Saint-Jean-sur-Vilaine et les environs de Saint-Martin de Vitré. Il y a, à ce qu'on m'a assuré, dans ces paroisses, quatre, cinq ou six enterrements par jour et, ce qu'il y a de plus touchant dans une pareille désolation, c'est que la plupart des gens de campagne s'abandonnent, et qu'en quelques endroits on n'a pas pu faire la récolte de blé noir faute de monde » écrit le subdélégué Charil.

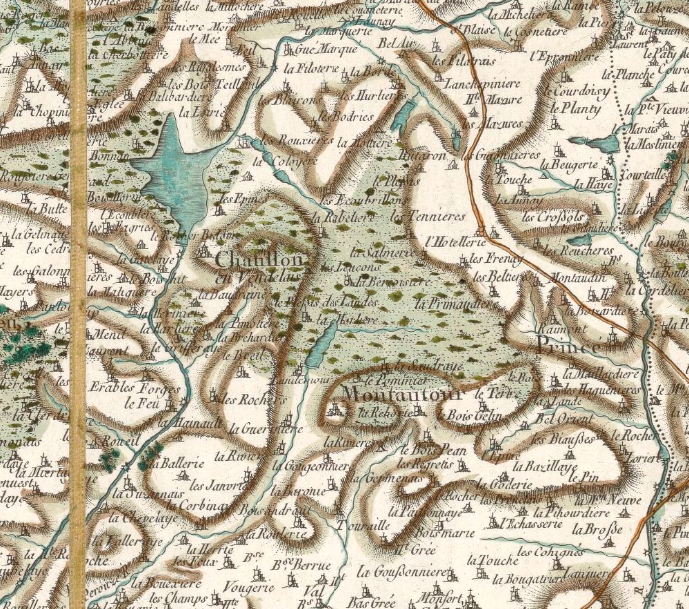
Carte de Cassini des paroisses de Châtillon-en-Vendelais, Montautour et Princé (1772).

En 1778, Jean-Baptiste Ogée décrit ainsi Châtillon-en-Vendelais :

« Châtillon-en-Vendelais, à huit lieues et demie à l'Est-Nord-Est de Rennes, son évêché et son ressort ; à deux lieues un quart de Vitré, sa subdélégation. M. Philippe, duc de la Trimouille en est le seigneur ; on y compte 1280 communiants. La Cure est présentée par l'abbé de Saint-Florent. Châtillon est une châtellenie de la baronnie de Vitré, située au bord d'un étang de son nom, qui peut avoir une lieue un quart de circonférence ; il y a neuf moulins à eau sur cet étang, qui se déverse dans la petite rivière de Cantache, et se jette à son tour dans la Vilaine. On dit dans le pays, qu'autrefois, dans les temps de sécheresse, les meuniers payaient, de concert au seigneur de Châtillon, une somme considérable, pour chaque pied d'eau qui sortait de cet étang pour faire tourner leurs moulins. On voit dans cette paroisse quelques terrains en labour assez bien cultivés et peuplés de hameaux, des prairies, beaucoup d'arbres à fruits, des coteaux, des vallons, des monticules et rois autres étangs, et des landes en quantité situées autour de l'étang de Châtillon. Ces landes renferment la majeure partie du territoire. (...) Il y a dans cette paroisse les moyennes et basses justices de Blemous et des Rouffières, à M.de La Rouffière-du-Châtelet ; et la moyenne et basse justice des Hurlières, à M. Gouyon-des-Hurlières, »

### Révolution française
Le 27 octobre 1793, des administrateurs du district de Fougères écrivent : « Les cultivateurs sont dans un état d'inquiétude et d'alarme. Les brigands sont à Balazé, 15 brigands de la Petite Vendée à la tête desquels sont les Chouans frères. Il semble que ces hommes sont les mêmes que ceux qui firent une incursion à la mi-août dernier sur Montautour, Châtillon, Parcé ».
Dans la seconde quinzaine de novembre 1793, des rassemblements suspects sont signalés à Argentré, Balazé, Champeaux, Châtillon, Cornillé, Étrelles, Montautour, Le Pertre, Taillis et Vergeal. Dans un rapport daté du 9 décembre 1793, les autorités d'Ernée écrivent que des paysans d'Argentré, Le Pertre, Mondevert, Erbrée, La Chapelle-Erbrée, Bréal, Saint-M'Hervé, Montautour et Balazé avaient « porté leurs grain aux insurgés pendant leur séjour à Laval ».
Châtillon-en-Vendelais fait partie des communes déclarées totalement insurgées en 1793-1794.

### LeXIXesiècle

#### L'insurrection légitimiste de 1832
En mai 1832, environ 800 chouans prirent les armes dans la région de Vitré, particulièrement aux environs de Parcé, Châtillon et Izé. Plusieurs détachements de la garde nationale de Vitré, du 56e de ligne et du 16e léger les affrontèrent. Le combat de Toucheneau, en date du 30 mai 1932, aurait fait 80 victimes parmi les Chouans et trois parmi la troupe selon la version officielle.

#### Châtillon-en-Vendelais vers le milieu duXIXesiècle

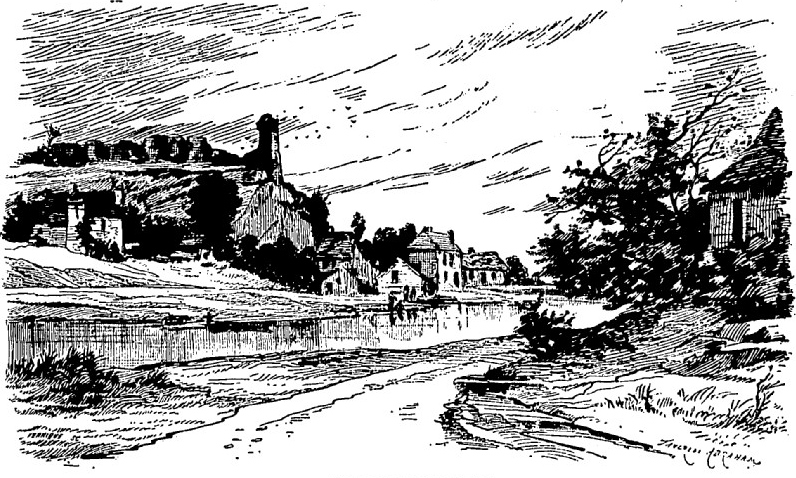
Châtillon-en-Vendelais vers 1885 (dessin de Tancrède Abraham)

A. Marteville et P. Varin, continuateurs d'Ogée, décrivent ainsi Châtillon-en-Vendelais en 1843 : 

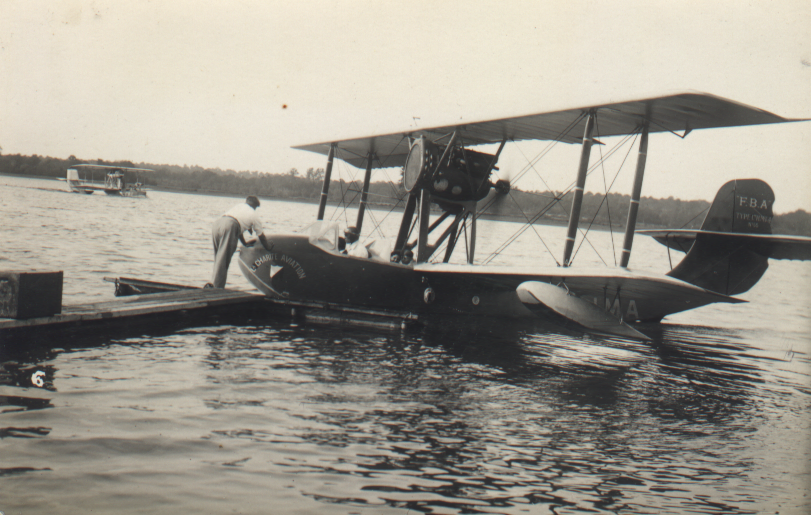

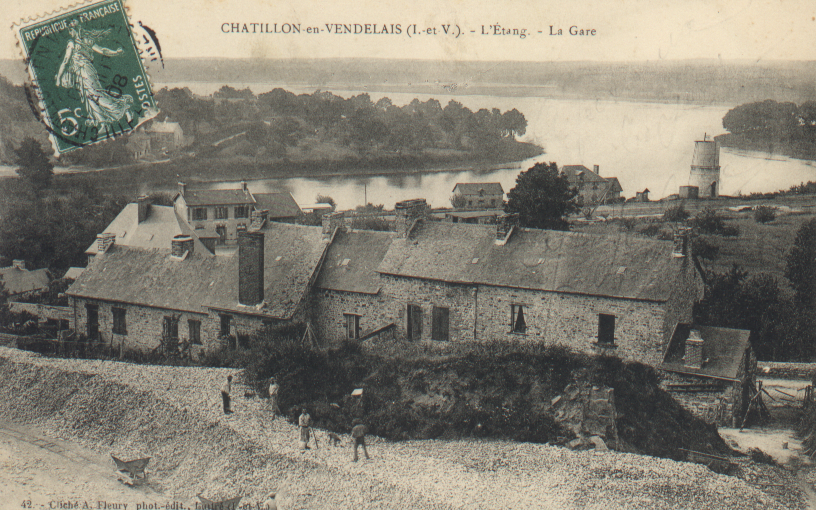

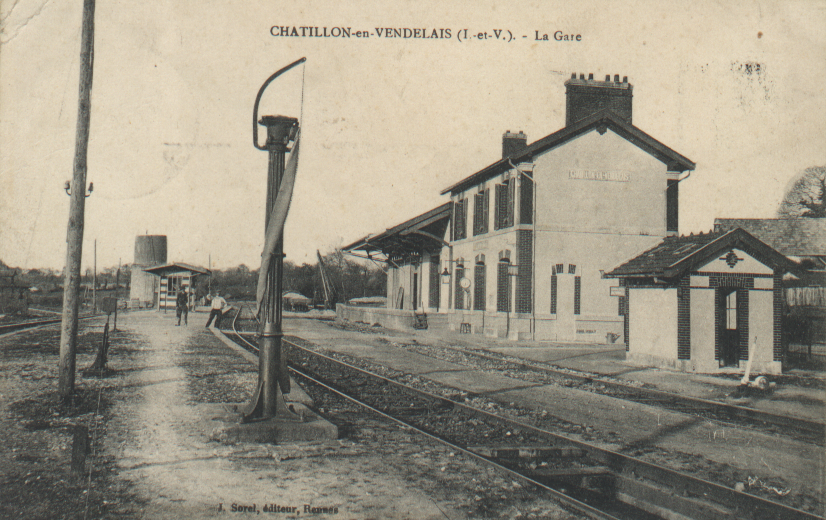

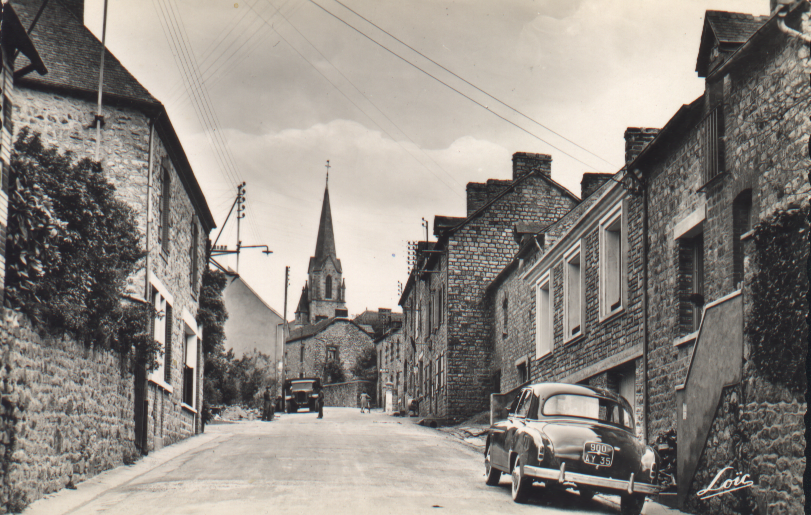

« Châtillon-en-Vandelais (sous l'invocation de saint Georges), commune formée par l'ancienne paroisse du même nom, aujourd'hui succursale. (...) Principaux villages : Blairon, les Boderies, les Mazures, les Frenay, les Soudraies, Landemoux, la Massonnais, la Daudrerie, la Malinguère, la Galonnière, le Bois-Morin, Bois-Tilleul, la Loirie, Bonant. Superficie totale : 3204 hectares, dont (...) terres labourables 1513 ha, prés et pâtures 383 ha, bois 111 ha, vergers et jardins 30 ha, landes et incultes 902 ha, étang 131 ha (...). Moulins : 4 (on voit qu'il n'y en a plus neuf, comme le dit Ogée). (...) Il y a foire le mardi qui suit la fête de la Saint-Georges; les derniers mardi de mai, de juillet, de septembre ; le lendemain quand un de ces jours est férié. On parle le français [en fait le gallo]. »

### LeXXesiècle

#### La Première Guerre mondiale
Le monument aux morts de Châtillon-en-Vendelais porte les noms de 71 soldats morts pour la France pendant la Première Guerre mondiale. La plaque commémorative située dans l'église, légèrement différente, porte 66 noms de soldats morts pour la France pendant ce même conflit.

#### La Seconde Guerre mondiale
Le monument aux morts de Châtillon-en-Vendelais porte les noms de 7 personnes mortes pour la France pendant la Seconde Guerre mondiale. Parmi elles Pierre Lemaître, décédé le 20 août 1944 à Heilbronn (Allemagne).

#### L'après guerre
La vie reprendra à Châtillon en Vendelais tout comme sa reconstruction.

### Héraldique
| Blason | Blasonnement : De gueules à un château de trois tours d'or. |

## Politique et administration

### Liste des maires

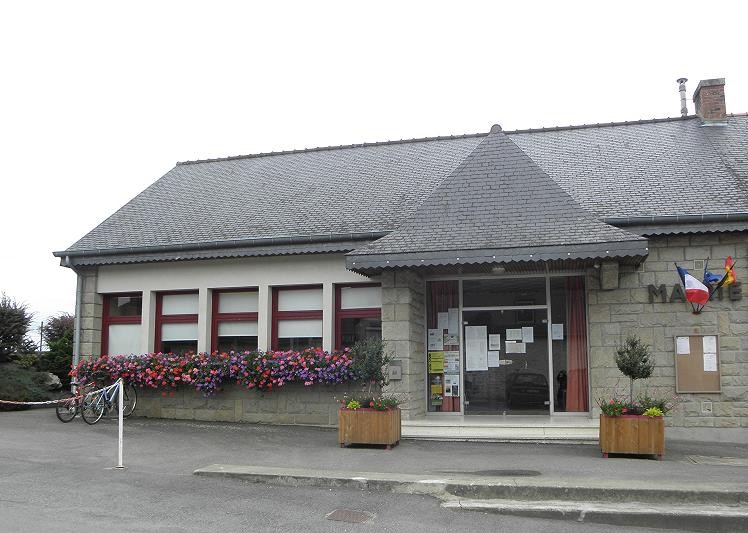
La mairie.

| Période                                  | Période     | Identité                | Étiquette | Qualité                                               |
| ---------------------------------------- | ----------- | ----------------------- | --------- | ----------------------------------------------------- |
| avant 1951                               | ?           | Pierre Bouessel-Dubourg | CNIP      | Docteur en médecine, exploitant agricole et forestier |
| mars 1966                                | mars 1995   | André Férard            | RPR       | Chef d'entreprise                                     |
| mars 1995                                | mars 2008   | Christian Sacher        | DVD       | Responsable logistique                                |
| mars 2008                                | 25 mai 2020 | Jean-Yves Taligot       | UMP→LR    | Agriculteur                                           |
| 25 mai 2020                              | En cours    | Jean-Luc Duvel          | DVD       | Gestionnaire de société                               |
| Les données manquantes sont à compléter. |             |                         |           |                                                       |

### Jumelages
La commune est jumelée avec :
- Nismes (Belgique).

## Démographie
L'évolution du nombre d'habitants est connue à travers les recensements de la population effectués dans la commune depuis 1793. Pour les communes de moins de 10 000 habitants, une enquête de recensement portant sur toute la population est réalisée tous les cinq ans, les populations de référence des années intermédiaires étant quant à elles estimées par interpolation ou extrapolation. Pour la commune, le premier recensement exhaustif entrant dans le cadre du nouveau dispositif a été réalisé en 2007.
En 2022, la commune comptait 1 738 habitants, en évolution de +2,84 % par rapport à 2016 (Ille-et-Vilaine : +5,46 %, France hors Mayotte : +2,11 %).
| 1793  | 1800  | 1806  | 1821  | 1831  | 1836  | 1841  | 1846  | 1851  |
| ----- | ----- | ----- | ----- | ----- | ----- | ----- | ----- | ----- |
| 1 376 | 1 489 | 1 315 | 1 533 | 1 542 | 1 405 | 1 458 | 1 407 | 1 483 |

| 1856  | 1861  | 1866  | 1872  | 1876  | 1881  | 1886  | 1891  | 1896  |
| ----- | ----- | ----- | ----- | ----- | ----- | ----- | ----- | ----- |
| 1 462 | 1 510 | 1 430 | 1 362 | 1 473 | 1 457 | 1 483 | 1 457 | 1 480 |

| 1901  | 1906  | 1911  | 1921  | 1926  | 1931  | 1936  | 1946  | 1954  |
| ----- | ----- | ----- | ----- | ----- | ----- | ----- | ----- | ----- |
| 1 487 | 1 481 | 1 498 | 1 440 | 1 510 | 1 481 | 1 467 | 1 402 | 1 342 |

| 1962  | 1968  | 1975  | 1982  | 1990  | 1999  | 2006  | 2007  | 2012  |
| ----- | ----- | ----- | ----- | ----- | ----- | ----- | ----- | ----- |
| 1 222 | 1 168 | 1 249 | 1 394 | 1 526 | 1 551 | 1 649 | 1 663 | 1 686 |

| 2017  | 2022  | - | - | - | - | - | - | - |
| ----- | ----- | - | - | - | - | - | - | - |
| 1 679 | 1 738 | - | - | - | - | - | - | - |

## Transports
La commune est desservie par la ligne de bus n°13 Vitré à Fougères sur le réseau régional BreizhGo. Comme les autres communes, Balazé et Châtillon-en-Vendelais appartenant à Vitré Communauté bénéficient de la gratuité de transport sur cette même ligne mais payant pour un arrêt à Dompierre-du-Chemin et Fougères.

## Culture locale et patrimoine

### Lieux et monuments

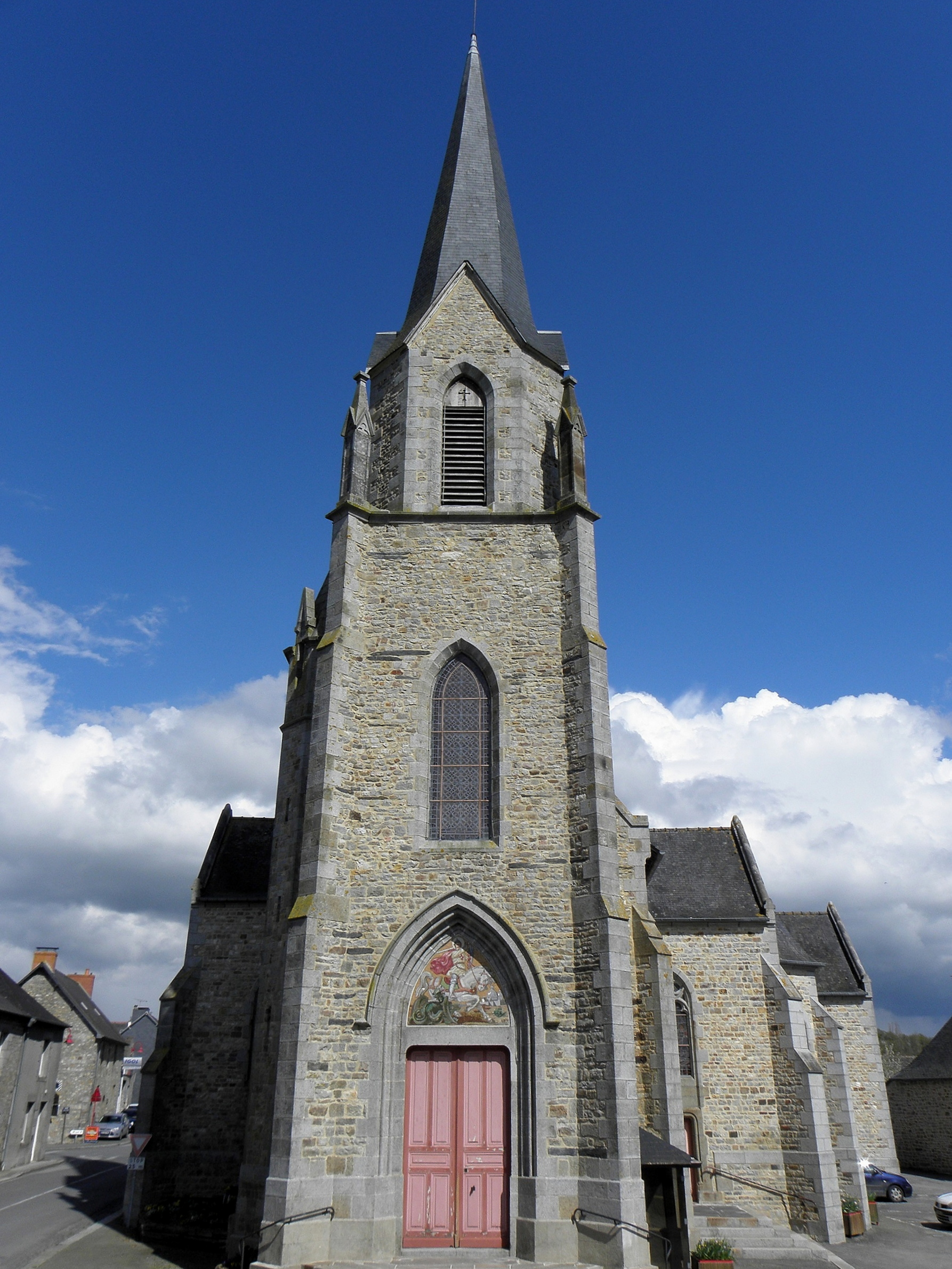
L'église paroissiale Saint-Georges.

- L'étang de Châtillon-en-Vendelais d'une superficie de 110 hectares est un espace naturel sensible du conseil général d'Ille-et-Vilaine[41]. Cet étang abrite une forte communauté d'oiseaux migrateurs et de canards sauvages, car il se situe sur un axe migratoire. Il a été vidangé en 2008, pour atténuer la prolifération de cyanobactéries[42].
- L'église Saint-Georges, de style néo-gothique, œuvre de l'architecte Arthur Regnault[43]. Elle a été construite à la fin du XIXe siècle autour d'un maître-autel du XVIIe siècle, classé au titre d'objet le 10 mars 1994[44].
- Le château des Hurlières : une partie, de style gothique, date du XVe siècle ; le grand logis date du XVIIIe siècle, le pavillon nord du XIXe siècle ; il possède un grand parc ainsi qu'un jardin d'hiver[45].